# Spazigaster ambulans
Spazigaster ambulans là một loài ruồi trong họ Ruồi giả ong (Syrphidae). Loài này được Fabricius mô tả khoa học đầu tiên năm 1798. Spazigaster ambulans phân bố ở vùng Cổ Bắc giới